# Park der 28 Panfilowzy

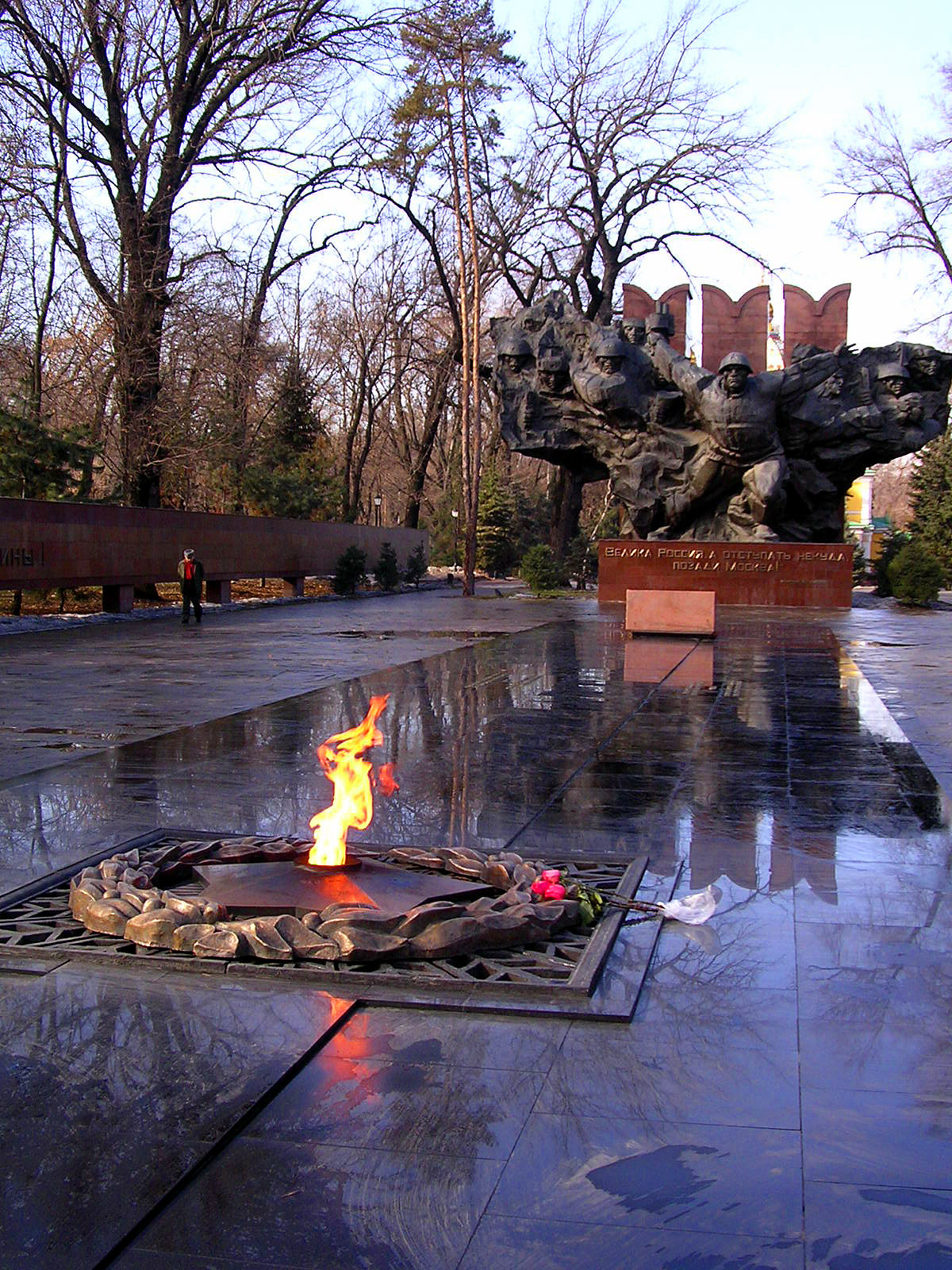
Das „Ewige Feuer“

Der Park der 28 Panfilowzy (russisch Парк имени 28-ми гвардейцев-панфиловцев) ist eine Parkanlage in der kasachischen Großstadt Almaty. Der ungefähr 18 Hektar große Park wurde in den 1870er Jahren eingerichtet. Er befindet sich im Stadtbezirk Medeu im Osten des Stadtzentrums.
Die bekanntesten Bauwerke im Park sind die Christi-Himmelfahrt-Kathedrale und das Museum für Volksmusikinstrumente. Außerdem gibt es eine Gedenkstätte und Denkmäler für Iwan Panfilow und Tokasch Bokin.

## Geschichte
Nach Gründung der Stadt Almaty befand sich auf der Fläche des heutigen Parks ein Friedhof, der aufgelöst und stattdessen in den 1870er Jahren in einen Park an selber Stelle umgewandelt wurde.
Der Name des Parks wurde anlässlich des 100. Geburtstages des russischen Nationaldichters Alexander Sergejewitsch Puschkin in Puschkin-Park umbenannt. Bis 1942 wurde die Bezeichnung des Parks weitere zweimal geändert, bevor er seinen heutigen Namen Park der 28 Panfilowzy bekam. Diese Umbenennung erfolgte zu Ehren von Iwan Wassiljewitsch Panfilow und der 28 Garde-Infanteristen (die sogenannten Panfilowzy), die sich im November 1941 bei den Abwehrkämpfen vor Moskau gegen den Angriff von ungefähr doppelt so vielen deutschen Panzern verschanzt haben sollen.
Im Jahr 1975 wurde der Park umgebaut und bekam eine Gedenkstätte für die gefallenen Soldaten des Zweiten Weltkrieges.

## Bauwerke

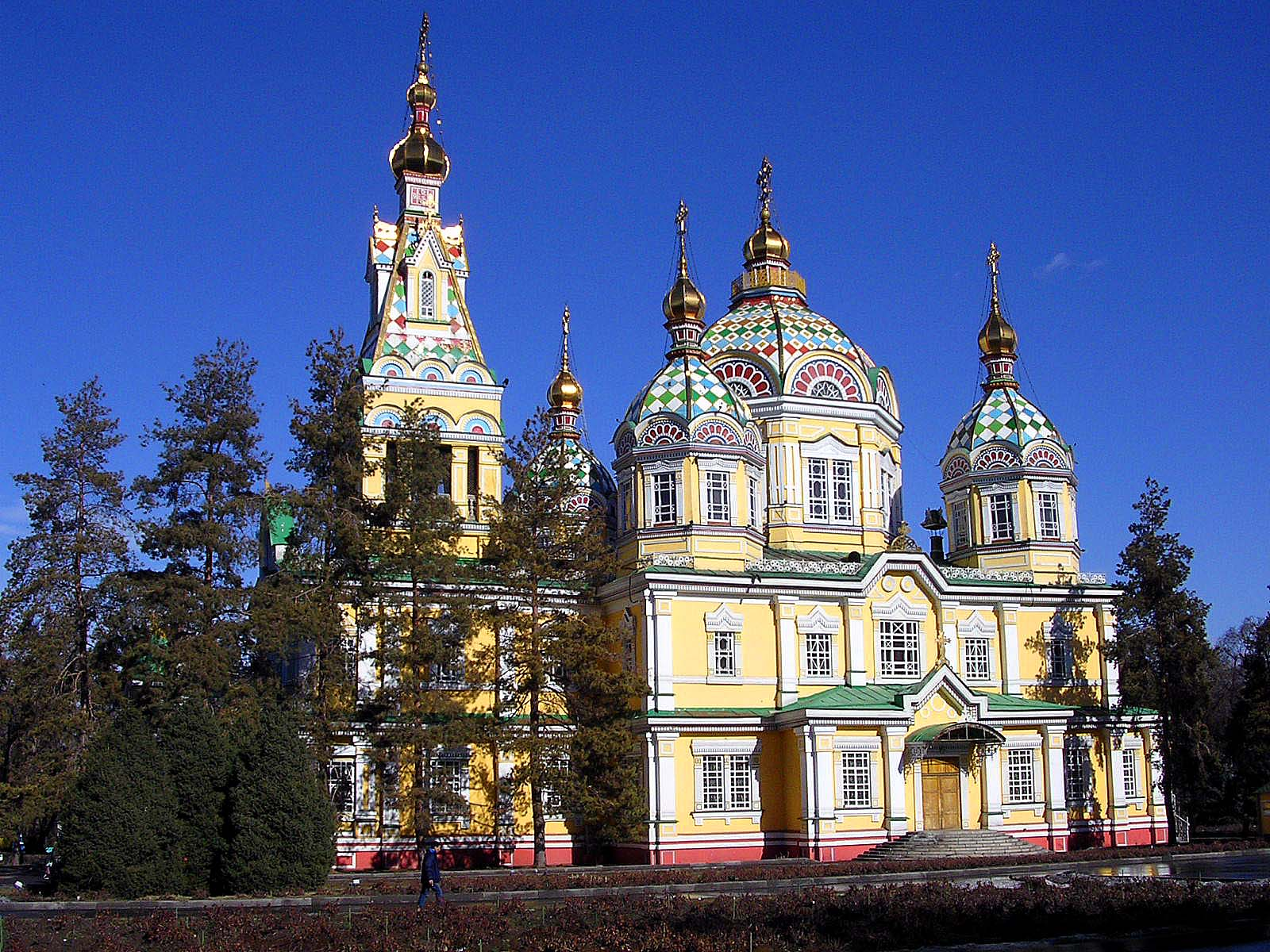
Die Christi-Himmelfahrt-Kathedrale

### Christi-Himmelfahrt-Kathedrale
Die Christi-Himmelfahrt-Kathedrale wurde von 1904 bis 1907 in der Mitte des Parks erbaut. Sie ist die Kathedrale der russisch-orthodoxen Eparchie Almaty und Astana. Das 56 Meter hohe Bauwerk ist das Wahrzeichen der Stadt und zweitgrößte hölzerne Bauwerk der Welt.
Nach der Russischen Revolution wurde sie als Museum benutzt und in den 1930er Jahren wurde das Gebäude von verschiedenen öffentlichen Organisationen benutzt, bevor es im Mai 1995 wieder der Russisch-Orthodoxen Kirche übergeben wurde.

### Museum für Volksmusikinstrumente

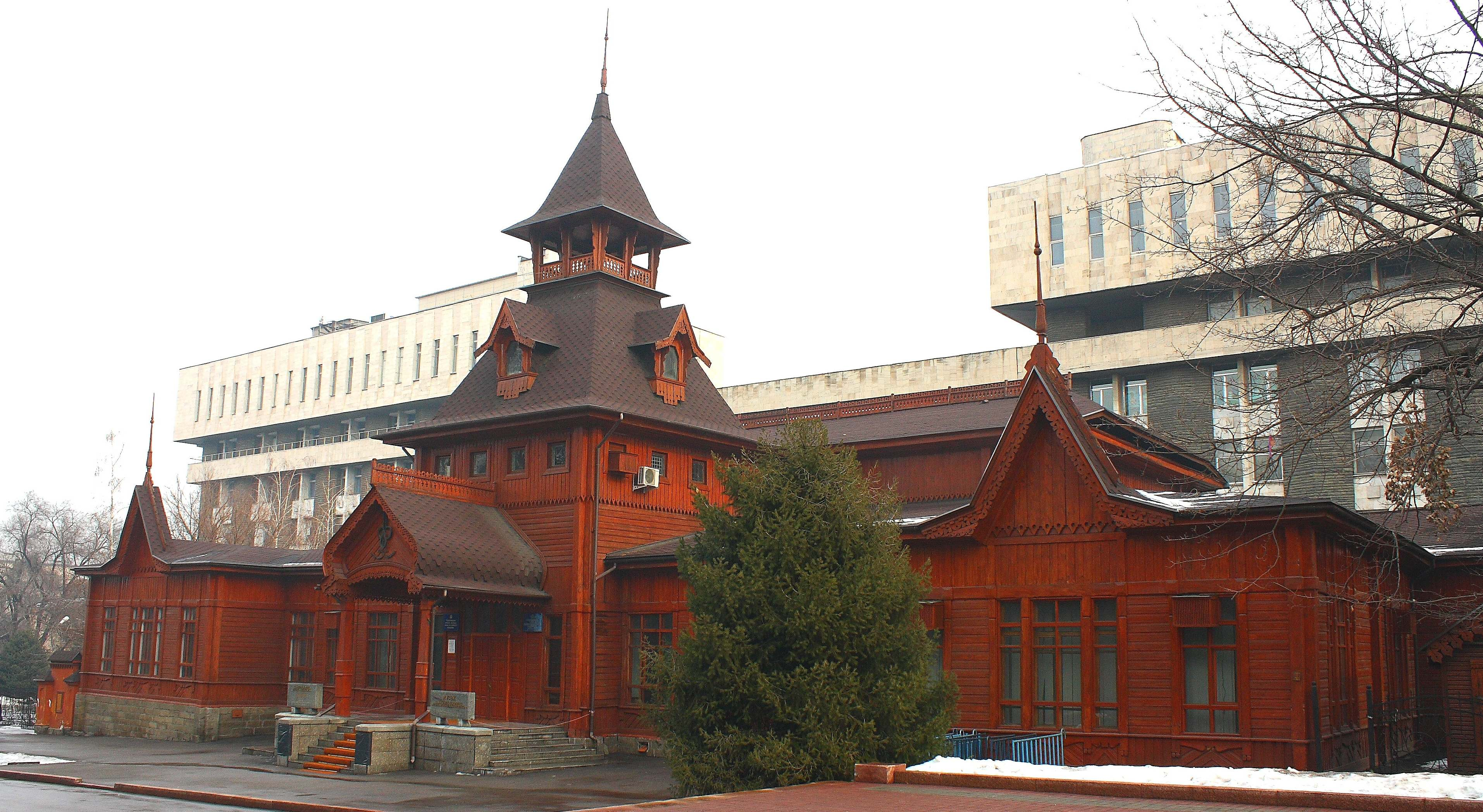
Das Museum für Volksmusikinstrumente

Das Museum für Volksmusikinstrumente befindet sich am östlichen Ende des Parks der 28 Panfilowzy und wurde 1980 eröffnet. Das Gebäude, in dem es sich befindet, wurde hingegen bereits 1908 erbaut.
Es beherbergt mehr als eintausend Exponate und mehr als 60 verschiedene Sorten der kasachischen Volksmusikinstrumente, die von berühmten kasachischen Komponisten und Sängern benutzt wurden.

### Denkmäler

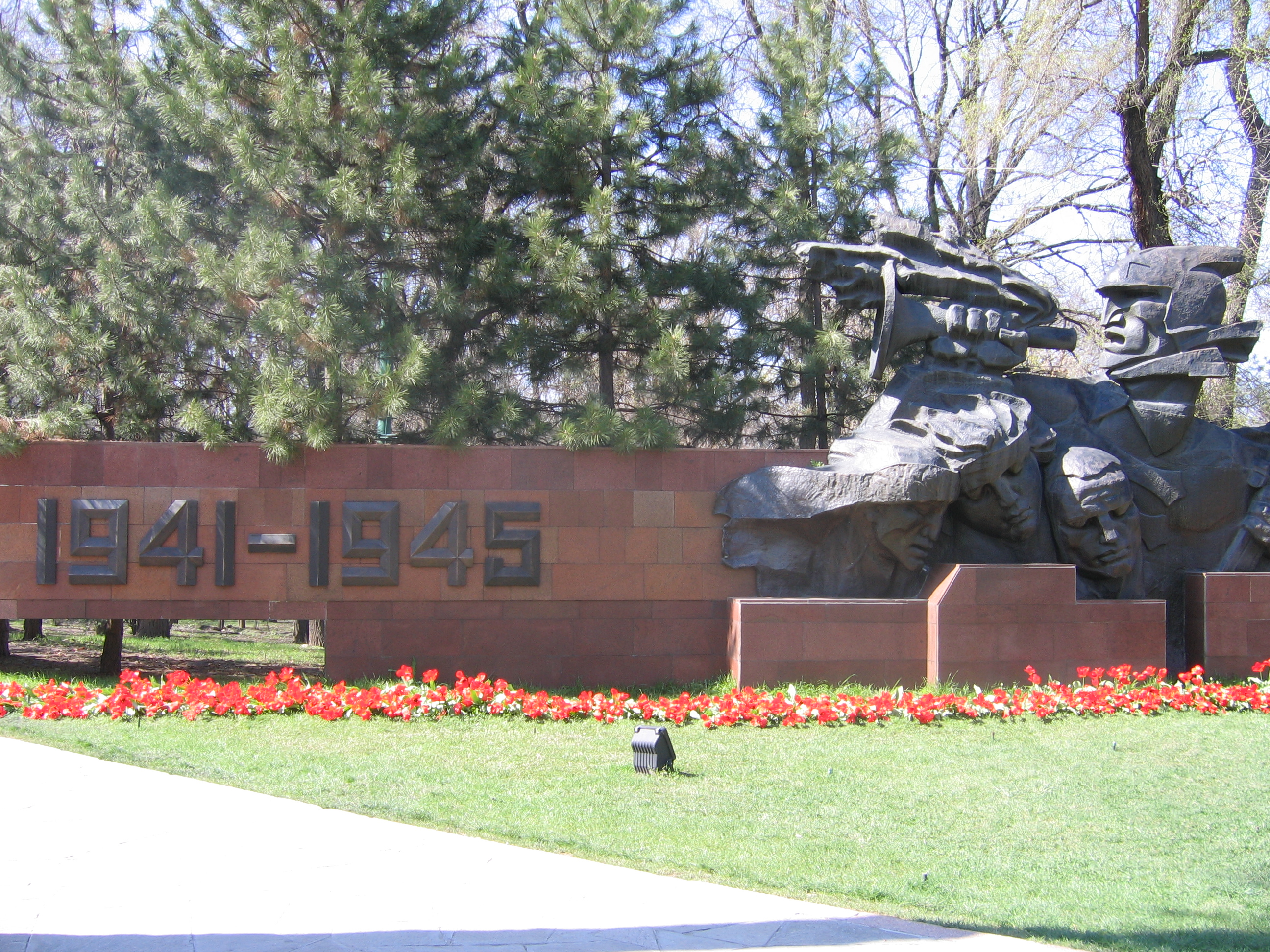
Die Gedenkstätte

Das Denkmal für den sowjetischen Generalmajor Iwan Panfilow wurde 1968 an der Nordseite des Parks aufgestellt. Die zwei Meter hohe Büste wurde aus Bronze gegossen.
Zum 30. Jahrestag des Sieges über das Deutsche Reich wurde am 8. Mai 1975 eine Gedenkstätte an der Ostseite der Parkanlage eingeweiht. Sie besteht aus einer Flamme, dem „Ewigen Feuer“, und einem Standbild der Soldaten Panfilows.
Das dritte Denkmal im Park wurde Tokasch Bokin, einem Unterstützer zur Errichtung der Sowjetmacht, gewidmet. Es wurde 1980 aufgestellt. Das Denkmal ist fünf Meter hoch und aus grauem Granit gefertigt.